# Adelpharctos
Adelpharctos es un género extinto de mamífero carnívoro de la familia Ursidae que habitó durante el Oligoceno. Se han encontrado fósiles en Francia.